# Острови Дебойна
Острови Дебойна — атол, що складається з групи рифів і островів на півночі архіпелагу Луїзіада, Папуа Нова Гвінея.

## Географія
Вони розташовані 13 км від Місіма та 5 км з островів Торлесс. До островів Дебойна належать Панаеаті (найпівнічніший), Панапомпом, Нівані, Пана-Уя-Вана, Рара, Лосаї, Нібуб і острів Пассаж.

## Історія
Острови Дебойна були відкриті в 1793 році Антуаном Бруні д'Ентрекасто. Він назвав острови на честь П'єра Етьєна Буржуа де Буйна, який на той час був міністром морських і колоній Франції. Під час Другої світової війни з 5 по 12 травня 1942 року острови використовувалися як форпост гідролітаків Імператорського флоту Японії.

## Населення
Усі поселення на головному острові Панаеаті розташовані на південному узбережжі, з видом на лагуну. На островах розмовляють мовою місіма-панеати.

## Економіка
Нівані, маленький острів на південь від Панапомпома, має невелику професійно-технічну школу та стапель. Яхти є постійними відвідувачами архіпелагу Луїзіада. Нівані є улюбленою стоянкою для яхт. Тут зупиняються в середньому близько 15 яхт на рік. Невеликий екотуристичний курорт нещодавно був побудований у Нівані, який сконцентрований на дбайливому ставлені до навколишнього середовища, але і забезпечуватиме бізнес-можливості для населення громади Панапомпом. Курорт користується успіхом, особливо серед яхтсменів, дайверів і знімальних груп.